# El Remanso (Manizales)
El Remanso es uno de los 7 corregimiento, que comprenden al Municipio de Manizales, posee 11 veredas limitando con la comunas Atardeceres, San Jose y Ciudadela del Norte  de la cabecera municipal; con los corregimientos de Panorama, Colombia, Cristalina y El Manantial , y con los municipios de Palestina y con Neira por el norte

## División
El corregimiento está compuesto por 11 veredas las cuales son:
| - Cuchilla del Salado - La Linda (Parte) - La Palma - Quiebra de Vélez - Cueva Santa - Patio Bonito | - Malpaso - El Chuzo - Santa Clara - Manzanares - La Cabaña |